# Francisco Mas y Magro
Francisco Mas Magro (Crevillente, 1879- Alicante, 1958) fue un médico y científico español conocido por sus estudios en bacteriología, histopatología y, sobre todo, por sus trabajos dedicados a la leucemia humana, por los cuales fue candidato al Premio Nobel de Medicina en el año 1953.
Licenciado en Medicina per la Universidad San Carlos de Madrid, se especializó en hematología y etiología de la leucemia, siendo reconocido mundialmente formando parte de la Academia Internacional de Hematología y Jefe de la Sección de Hematología del Instituto de Medicina Experimental del Consejo Superior de Investigaciones Científicas (CSIC), entre otros.
Publicó más de catorce libros y seiscientos trabajos de propia investigación en revistas nacionales e internacionales.

## Biografía
Mas Magro nació en la villa alicantina de Crevillente, el 8 de febrero de 1879, en el seno de una familia adinerada de la localidad. Cursó estudios en el Seminario Diocesano de Orihuela y obtuvo el título de Bachiller en el Instituto de Segunda Enseñanza de Alicante. Posteriormente, se desplazó a Madrid para estudiar medicina en la Universidad de San Carlos, licenciándose en 1903.
De vuelta a Crevillente, en 1906 es nombrado como médico cirujano de la villa, compaginando la labor médica con la investigadora. En 1909 se doctora en Medicina.
Durante estos años, sus trabajos de investigación se enfocarán hacia la bacteriología e histopatología, de lo que afirmará Ramón y Cajal en 1910: “Don Francisco Mas y Magro viene dedicándose con aptitud acreditada en su ya larga práctica de laboratorio a trabajos y estudios de Bacteriología y Química”.
En 1912 realiza una ponencia en Barcelona titulada “La leucocitosis leucoblástica promielocítica”, su primer trabajo aparecido sobre la leucemia, de la que se especializará y dedicará su vida, y la que le dio fama mundial.
Tras la muerte de su padre en 1914, se desplaza con su mujer y su hijo a Alicante, donde monta una clínica de hematología en la Explanada y, posteriormente, su casa-clínica-laboratorio en la plaza Calvo Sotelo.
Durante esta nueva etapa, aun sin ayuda gubernamental, comienza a ser reconocido mundialmente por las instituciones y sus colegas. Motivado por la profesora Rhoda Erdmann, funda el Instituto de Citología Experimental y Hematología, siendo su director.
En 1947 la Comisión para la fundación de la Academia Internacional de Hematología designa por unanimidad que pronuncie el discurso inaugural en Turín. Al año siguiente, el CSIC crea en Alicante una sección de hematología, la primera institución fuera de Madrid, siendo nombrado él jefe de la misma. En 1950, la Real Academia de Medicina le concede el Premio Couder, considerado el Nobel español. En 1952 escribe su obra póstuma, “Etiología, Hematología Clínica, Diagnóstico y Terapéutica de la Leucemia”, un compendio de todos sus estudios sobre la leucemia.
En enero de 1953 es propuesto candidato para el Premio Nobel de Medicina, tal y como escribe Bañuelos en una carta a Mas Magro: “Distinguido e ilustre compañero: Me dirijo a usted como ponente que soy para proponer candidatos para el Premio Nobel de Medicina de 1953. (...) Echando una ojeada sobre nuestra patria, considero que usted puede ser el candidato justificado para que yo pueda proponer a un español...”, que finalmente fue concedido a los alemanes Lipmann y Krebs.
En diciembre de 1958 el CSIC suspende la ayuda económica a la sección de Hematología, quedando prácticamente disuelta. El día 26 de este mismo mes, enfermo de gripe y con una afección renal, muere en su casa de Alicante.

## Trabajos
De sus más de catorce libros y más de seiscientos artículos, algunos que más influencia tuvieron posteriormente fueron:
Meningitis cerebroespinal epidémica (1901), Meningitis Cerebro-espinal infantil (1908), La leucocitosis leucoblástica promielocítica (1912), La fisiología de los tejidos mieloides (1918), Tratado Iberoamericano de Medicina Interna (1919), Las células mesenquimatosas polimorfas (1927), La Hematología aplicada a la Clínica (1941, Madrid, Morata), Hematología y Patología de la Sangre (1943), Anemia Perniciosa y Megaloblastosis (1944), La fórmula leucocitaria en las enfermedades infecciosas (1945 y 1950, Madrid, Morata), Alergia celular (1945), Etiología, Hematología Clínica, Diagnóstico y Terapéutica de la Leucemia (1952, Madrid, Morata)

## Museo Despacho del doctor Mas Magro
En la planta baja del Casal del Parc Nou de Crevillente se encuentra el “Despacho-laboratorio del médico Mas Magro”, un pequeño museo que muestra su vida y su despacho en el momento que trabajaba en la localidad.
Horarios
Martes a sábado: 10 a 14h. y 17 a 20:30h